# Edmundson Acres (Kalifornija)
Edmundson Acres je naseljeno područje za statističke svrhe u američkoj saveznoj državi Kalifornija. Prema popisu stanovništva iz 2010. u njemu je živjelo 279 stanovnika.